# Loris Arnaud
Pour l’article homonyme, voir Arnaud.
Loris Arnaud, né le 16 avril 1987 à Saint-Germain-en-Laye (Yvelines) , est un footballeur français qui évolue au poste d'attaquant.

## Biographie
Loris Arnaud effectue ses premières gammes au club de l'AS Chatou, ville dans laquelle il a grandi, où il évolue jusqu'à ce qu'il soit repéré à 12 ans par un émissaire du Paris Saint Germain. 
Il signe son premier contrat professionnel en juin 2007 et intègre l'effectif professionnel du Paris SG. Il dispute son premier match avec l'équipe première du Paris Saint-Germain, à 20 ans, le 12 août 2007, contre Lens. Il remplace pour cette occasion Pierre-Alain Frau à la 69e minute de jeu. Sa première titularisation a lieu lors de la 4e journée de Ligue 1 de la saison 2007-2008 contre FC Metz. Il fournit une superbe prestation, étant très percutant et remuant sur son côté droit (titulaire à la place de Pierre-Alain Frau). Il est d'ailleurs élu « homme du match » par les supporters parisiens via le site officiel avec 23,41 % des suffrages, devant Mickaël Landreau et Jérôme Rothen. Si Paul Le Guen lui a fait découvrir la Ligue 1 sur le flanc droit de l'attaque parisienne, il préfère cependant jouer dans l'axe et se définit comme un joueur d'appui.
Le 3 novembre 2007, à l'occasion du déplacement du PSG à Strasbourg lors de la 13e journée, Loris Arnaud inscrit son 1er but en Ligue 1.  
En novembre 2007, il est contacté par le Real Madrid, qui lui propose de jouer à partir de janvier 2008 avec la Castilla avant d'intégrer le groupe professionnel pour la présaison. Il rencontre le directeur sportif de l'époque mais refuse l'offre, préférant poursuivre sa carrière au PSG . 
En février 2008, il prolonge son contrat avec le PSG.
Le 18 mars 2008, lors du 8e de finale de Coupe de France, opposant le PSG au SC Bastia, Loris Arnaud s'offre un doublé sur des passes de Younousse Sankharé et de Sylvain Armand.
Il inscrit son premier but en Ligue 1 au Parc des Princes le 19 octobre 2008, lors de PSG-Lorient. Quatre jours plus tard, il est victime d'une rupture des ligaments croisés du genou en Coupe UEFA contre Schalke 04, qui entraîne une indisponibilité de plusieurs mois. 
Le 24 août 2010, il est prêté par le PSG au SCO Angers, club évoluant en Ligue 2. Le 15 décembre 2011, il effectue un essai à Middlesbrough. Non-conservé par le PSG, il devient libre de contrat à l'orée de la saison 2012-2013.
Après deux semaines d'essai, il s'engage le 28 février 2013 avec le club bulgare du PSFC Chernomorets Bourgas. En septembre 2013, il effectue un essai avec le club polonais du Slask Wroclaw. Il s'engage finalement avec l'US Orléans en décembre 2013. Alors en tête du Championnat de National, il s'engage pour 6 mois plus 1 an en cas de montée en Ligue 2, ce qui arrive.
Fin janvier 2016, il s'engage pour une saison au T&T Hanoi , par l'intermédiaire d'un agent égyptien . Il remporte le championnat du Vietnam le 18 septembre . Il n'est pas prolongé par le club .
En mars 2018, il s'engage au Persela Lamongan.
En février 2021, il revient en France et signe au FC Versailles 78, qui évolue en National 2
En août 2023, Loris Arnaud retrouve son club d'enfance et s'engage avec l'équipe de l'AS Chatou, promue en National 3 pour la première fois de son histoire.

## Palmarès
- Vainqueur de la Coupe de la Ligue en 2008 avec le Paris Saint-Germain.
- Champion de National en 2014 avec l'US Orléans
- Champion du Viêt Nam en 2016 avec le T&T Hanoi

### Statistiques
| Saison                | Club                      | Championnat           | Championnat | Championnat | Coupe nationale | Coupe nationale | Coupe de la Ligue | Coupe de la Ligue | Compétition(s) continentale(s) | Compétition(s) continentale(s) | Compétition(s) continentale(s) | Total | Total |
| Saison                | Club                      | Division              | M.          | B.          | M.              | B.              | M.                | B.                | Comp.                          | M.                             | B.                             | M.    | B.    |
| 2007-2008             | Paris Saint-Germain       | Ligue 1               | 18          | 1           | 5               | 2               | 2                 | 0                 | -                              | -                              | -                              | 25    | 3     |
| 2008-2009             | Paris Saint-Germain       | Ligue 1               | 1           | 1           | -               | -               | -                 | -                 | C3                             | 2                              | 0                              | 3     | 1     |
| 2009-2010             | Paris Saint-Germain       | Ligue 1               | -           | -           | -               | -               | 2                 | 0                 | -                              | -                              | -                              | 2     | 0     |
| 2011-2012             | Paris Saint-Germain       | Ligue 1               | -           | -           | -               | -               | -                 | -                 | -                              | -                              | -                              | 0     | 0     |
| Sous-total            | Sous-total                | Sous-total            | 19          | 2           | 5               | 2               | 4                 | 0                 | -                              | 2                              | 0                              | 30    | 4     |
| 2009-2010             | Clermont Foot 63 (prêt)   | Ligue 2               | 17          | 3           | -               | -               | -                 | -                 | -                              | -                              | -                              | 17    | 3     |
| 2010-2011             | SCO Angers (prêt)         | Ligue 2               | 21          | 1           | 5               | 0               | -                 | -                 | -                              | -                              | -                              | 26    | 1     |
| 2012-2013             | PSFC Chernomorets Bourgas | Ligue A               | 6           | 2           | -               | -               | -                 | -                 | -                              | -                              | -                              | 6     | 2     |
| 2013-2014             | US Orléans                | National              | 18          | 1           | -               | -               | -                 | -                 | -                              | -                              | -                              | 18    | 1     |
| 2014-2015             | US Orléans                | Ligue 2               | 17          | 0           | 1               | 0               | 1                 | 0                 | -                              | -                              | -                              | 19    | 0     |
| Sous-total            | Sous-total                | Sous-total            | 35          | 1           | 1               | 0               | 1                 | 0                 | -                              | -                              | -                              | 37    | 1     |
| 2016                  | T&T Hanoi                 | V.League 1            | 9           | 3           | -               | -               | -                 | -                 | -                              | -                              | -                              | 9     | 3     |
| 2017                  | T&T Hanoi                 | V.League 1            | 7           | 5           | -               | -               | -                 | -                 | AC                             | 5                              | 1                              | 12    | 6     |
| Sous-total            | Sous-total                | Sous-total            | 16          | 8           | -               | -               | -                 | -                 | -                              | 5                              | 1                              | 21    | 9     |
| 2018                  | Persela Lamongan          | Liga 1                | 29          | 15          | -               | -               | -                 | -                 | -                              | -                              | -                              | 29    | 15    |
| 2019                  | TIRA-Persikabo (en)       | Liga 1                | 21          | 7           | 2               | 1               | 4                 | 1                 | -                              | -                              | -                              | 27    | 9     |
| Total sur la carrière | Total sur la carrière     | Total sur la carrière | 164         | 39          | 13              | 3               | 9                 | 1                 | -                              | 7                              | 1                              | 193   | 44    |